# 8406 Iwaokusano
8406 Iwaokusano eller 1995 HJ är en asteroid i huvudbältet som upptäcktes den 20 april 1995 av de båda japanska astronomerna Kazuro Watanabe och Kin Endate vid Kitami-observatoriet. Den är uppkallad efter amatörastronomen Iwao Kusano.
Asteroiden har en diameter på ungefär 4 kilometer.